# جيريمي هو وليامز
جيريمي هو وليامز (بالإنجليزية: Jeremy Huw Williams)‏ هو مغني ومغني أوبرا بريطاني، ولد في 3 أبريل 1969 في كارديف في المملكة المتحدة.

## وصلات خارجية
- جيريمي هو وليامز على موقع ميوزك برينز (الإنجليزية)
- جيريمي هو وليامز على موقع ديسكوغز (الإنجليزية)